# 이탈리아 동맹
이탈리아 동맹(Lega Italica) 또는 최고 신성 동맹은 로디 조약이 이뤄지고 몇 달이 안된, 1454년 8월 30일 베네치아에서 베네치아 공화국과 밀라노 공국, 피렌체 공화국 사이에 채결된 국제 협정이다.

## 배경
15세기 초반기에, 이탈리아의 강대국들은 그들의 영토를 굳히고 있었으며, 사보이아 공국은 리구리아 해안으로 나아갔고, 베네치아는 튀르크의 위협에 의해 스타토 다 마르 대신에 테라페르마에 집중을 하였으며, 밀라노는 남쪽(잔 갈레아초 비스콘티 사후에 그의 거대한 영지가 분열되었음에도, 롬바르디아 대부분이 남아 있었음)으로 확장을 하였고, 피렌체는 토스카나의 대부분을 차지했고 교황청은 다음 두 세기간에 진행된 교황령 통합을 시작하였으며, 아라곤 국왕 알폰소 5세는 1442년 나폴리 왕국을 점령하면서 양 시칠리아를 획득했으며, 추가적으로 북쪽으로의 확장을 하고 있었다.
1455년 3월 2일 교황 니콜라오 5세의 취임과 함께 알폰소 국왕, 소국들(알폰소의 주장으로, 말라테스타의 리미니도 포함)이 장엄하게 선언한 동맹은 확립된 국경 유지를 약속하기 위해 동맹과 조약들로 서로 나눠진 이탈리아 강국들 간의 25년간의 상호 방위 조약을 맺었다. 대립의 시기가 끝난 후, 이탈리아 국가들은 밀라노의 비스콘티 가문의 최후의 계승자가 필리포 마리아 비스콘티의 외동딸과 결혼한 콘도티에로 프란체스코 스포르차임을 인정하였다. 프란체스코 스포르차가 촉진한 로디와 동맹에서 발생한 상대적인 평화와 안정은 그에게 밀라노 지배를 굳히게 하였고 이는 피렌체와 밀라노 사이의 전통적 적대 관계를 종료시키기 위한 코시모 데 메디치의 가장 핵심적인 외교 정책의 결정이였다.

## 결과
이 동맹은 앞선 100년간에 길고 잔인한 전쟁에도 불구하고 지역적 이탈리아 국가들이 아니라는 인식에서 발생한 로디 조약의 일관적인 발전이였다. 그러므로 동맹은 상호간의 불신과 통일된 국가로의 거대한 모습을 갖춰가던 프랑스의 두려움에 대한 협력의 데탕트를 구축했다.
이탈리아 동맹은 그뒤에 피렌체의 통치자 로렌초 데 메디치(1449–92)가 추구하던 힘의 균형에서 필수적인 역할을 하였으며, 이 동맹이 붕괴되는 데는 파치 음모(1478년), 남작 음모, 소금 전쟁(1482~84)이 있었다. 이탈리아 동맹은 흑사병과 그 여파으로 인한 인구 감소, 경제 침체에서 벗어나 이탈리아 반도의 경제 회복을 위한 충분한 안정을 마련했고, 17세기 초까지 오랫동안 경제 확장을 이끌었다. 동맹은 부르고뉴와 밀라노에서 베네치아 대사로 일했던 에르몰라오 바르바로가 1490년 베네치아에서 맺은 대사직 관련 최초의 조약인 《데 오피초 레가티》 (De Officio Legati)을 통해 이탈리아 반도 국가들 중에서 최초의 주재 대사관을 세울 수 있게 하여, 추방된 반체제 인사에게 지원이 이뤄지는지 감시했다.
1492년 로렌초 데 메디치의 죽음은 그의 적대 세력들을 제거하기 보다는 다섯 강대국들의 균형을 유지하는데 얻는 장점을 인식한 동맹의 가장 큰 지지자이자, 주된 유지자 중 한 명이였던 그의 죽음으로 얼룩져졌다. 동맹이 이탈리아 전쟁이 시작되던 1494년 프랑스 침략을 방지하는데 실패하는 동안, 나폴리를 황폐화시킨 샤를 8세의 군대를 섬멸시킬수 있는 군대를 양성하였다. 동맹군은 포르노보에서 프랑스군과 교전하였고 전장을 장악하였지만 프랑스군의 귀국을 막아내는데는 실패하였다.
이탈리아 동맹이 최종적으로 와해된것은 이탈리아 전쟁(1499–1504)중에 베네치아가 밀라노와 스페인을 대적하기 위해서 프랑스와 동맹을 맺으면서 시작되었다. 이후 이탈리아 반도는 프랑스, 에스파냐, 잉글랜드와는 다르게 민족 국가로서의 통일에 실패하였고, 16세기 초부터 주요 유럽 강대국들에 의한 패권 다툼의 각축장으로 변하고 말았다.

## 같이 보기
- 롬바르디아 전쟁
- 로디 조약
- 베네치아 동맹
- 이탈리아 전쟁
- 밀라노 공국
- 피렌체 공화국
- 베네치아 공화국